# Малые Горки (Наро-Фоминский район)
Малые Горки — деревня в городском поселении Апрелевка Наро-Фоминского района Московской области России. Население — 135 жителей на 2006 год). До 2006 года Малые Горки входило в состав Петровского сельского округа
Деревня расположена на левом берегу реки Десна, примерно в 25 км к северо-востоку от Наро-Фоминска, практически — юго-восточная окраина Апрелевки, высота центра деревни над уровнем моря 190 м. У северной окраины деревни проходит автодорога М3 Украина (автодорога),
ближайшие населённые пункты — Кромино сразу за оврагом на западе, Мартемьяново в 500 м юго-западнее, на противоположном берегу реки и Афинеево в 1 км на юго-восток.